# Хендерсон, Скут
Стерлинг «Скут» Хендерсон (англ. Sterling «Scoot» Henderson; род. 3 февраля 2004, Мариетта, Джорджия) — американский профессиональный баскетболист клуба НБА «Портленд Трэйл Блэйзерс».

## Ранние годы
Хендерсон родился в Мариетте, штат Джорджия, в семье Криса и Кристал Хендерсон. Его отец — тренер и инструктор, а мать — администратор в сфере здравоохранения. Его родители управляют тренировочным центром Next Play 360° в Мариетте, куда они переехали из Хемпстеда, штат Нью-Йорк, незадолго до рождения Хендерсона. Он второй младший из семи братьев и сестёр, включая трёх сестер, которые играли в баскетбол в первом дивизионе NCAA, и получил прозвище «Скут» или «Скутта» из-за того, как он быстро бегал по полу в младенчестве.

## Карьера в средней школе
Хендерсон играл в баскетбол за среднюю школу Карлтона Дж. Келла в Мариетте. Во время своего первого сезона он выходил со скамейки запасных и играл вместе со своим братом, Си Джеем, выпускником команды. В феврале 2020 года, во время своего второго сезона, Хендерсон набрал рекордные для себя 49 очков и сделал победный бросок в овертайме против средней школы Миллер Гроув (92:91) в первом раунде турнира штата Класс 5А. Он вывел команду в полуфинал и набирал в среднем 24 очка, 6 подборов, 3 передачи и 3 перехвата за игру, будучи второкурсником. Хендерсон был назван игроком года класса 5А и вошёл в первую команду 5А All-State по версии The Atlanta Journal-Constitution. 22 января 2021 года, будучи студентом третьего курса, набрал 53 очка в победном матче против средней школы Осборна (94:64), побив рекорды программы по количеству очков в одной игре и за всю карьеру. Хендерсон привёл школу к игре за звание чемпиона штата в классе 6A, набрав 29 очков в проигранной игре против средней школы Уиллера, в которой играл будущий перспективный игрок Айзея Коллиер. В среднем он набирал 32 очка, 7 подборов и 6 передач за игру в сезоне, получив звание Игрока года в классе 6A и звание игрока первой команды штата 6A от The Atlanta Journal-Constitution. Он пропустил свой последний сезон, чтобы передти на профессиональный уровень. В январе 2023 года номера Скута и его сестры, Кристал, в школе были изъяты из обращения. Они оба являются лучшими бомбардирами в истории школы, а Кристал превзошла результат Хендерсон в её последнем сезоне.

## Профессиональная карьера

### «Джи-Лига НБА Игнайт» (2021—2023)
21 мая 2021 года Хендерсон подписал двухлетний контракт на сумму 1 миллион долларов с «Джи-Лига НБА Игнайт», развивающей командой, связанной с Джи-Лигой НБА, которая появилась в предыдущем году. Он был отстранен от участия в начале сезона из-за травмы ребра. 17 ноября 2021 года Хендерсон дебютировал с 8 очками и 6 подборами в победной против «Саут-Бей Лейкерс» (115:103). В возрасте 17 лет он стал самым молодым игроком в истории Джи-Лиги. Во второй игре, 26 ноября, Хендерсон набрал рекордные в карьере 31 очко, 6 подборов и 5 передач в проигрышной игре против «Санта-Круз Уорриорз» (110:112). В феврале 2022 года он был одним из четырех игроков «Игнайт», которые приняли участие в Матче восходящих звёзд НБА на Матче всех звезд НБА, набрав два очка для команды Пэйтона в проигранном матче против команды Бэрри (48:50). В сезоне 2021/2022 он сыграл 11 игр в G League Showcase Cup и 10 выставочных игр и набирал в среднем 14,3 очка, 4,8 подбора и 4,2 передачи за игру.
В октябре 2022 года Хендерсон представлял «Игнайт» в паре выставочных игр против Виктора Вембаньямы, предполагаемого первого номера драфта, и «Метрополитан 92». В первой игре он набрал 28 очков, 9 передач и 5 подборов, победив со счётом 122:115. 6 октября он покинул вторую игру из-за ушиба кости в правом колене в первой четверти, а его команда уступила со счётом 106:112. 12 ноября Хендерсон набрал 18 очков, сделал рекордные в карьере 16 передач и 6 подборов в победной игре над «Санта-Круз Уорриорз» (125:115). Четыре дня спустя он набрал рекордные в сезоне 27 очков, 5 подборов, 5 передач и 4 перехвата в победном матче против «Оклахома-Сити Блю» (110:95). 18 ноября Хендерсон получил перелом носа и сотрясение мозга и пропустил 11 игр. 10 января 2023 года он набрал 27 очков в победе со счетом 123–122 над «Мехико-Сити Капитанес». В феврале Хендерсон был назначен капитаном команды Скута в первой игре G League Next Up. Он играл за команду Джейсона Терри в Матче восходящих звёзд НБА на Матче всех звёзд НБА 2023, набрав 4 очка в проигранной игре против команды Джоакима. 14 марта было объявлено, что Хендерсон не будет играть в последних пяти играх сезона. Он набирал в среднем 17,6 очков, 6,4 результативных передач, 5,1 подборов и 1,2 перехвата за игру в 25 матчах.

### «Портленд Трэйл Блэйзерс» (2023—н.в.)
Хендерсон был выбран «Портленд Трэйл Блэйзерс» в первом раунде драфта НБА 2023 года под общим 3-м номером. 7 июля он дебютировал в Летней лиге НБА 2023 года в матче против «Хьюстон Рокетс», набрав 15 очков, совершив 5 подборов и отдав 6 результативных передач. Он покинул игру досрочно из-за травмы плеча и пропустил остаток Летней лиги. 10 октября Хендерсон дебютировал в предсезонке, набрав 7 очков, совершив 1 подбор и отдав 6 результативных передач в победной игре над «Нью-Зиланд Брейкерс» (106:66). Хендерсон дебютировал в своей первой фирменной обуви во время медиа-дня «Блэйзерс». Он стал седьмым игроком в истории НБА, который надел фирменную обувь в своей дебютной игре. 25 октября Хендерсон дебютировал в регулярном сезоне НБА, набрав 11 очков и отдав 4 результативные передачи в проигрышном матче против «Лос-Анджелес Клипперс» (111:123). 1 ноября Хендерсон получил растяжение правой лодыжки и ушиб кости в игре против «Детройт Пистонс» и был отстранён до 21 ноября, когда был перведйн в дочернюю команду «Рип-Сити Ремикс» из Джи-Лиги НБА, чтобы вернуться к тренировкам. 14 декабря Хендерсон сделал рекордные в карьере 10 передач в проигрышной игре против «Юта Джаз» (114:122). 14 января Хендерсон набрал рекордные в карьере 33 очка и 9 передач в проигрышном матче против «Финикс Санз» (116:127). 29 марта Хендерсон зафиксировал худший показатель «плюс-минус» в истории НБА, показав показатель «минус-58» в проигрышном матче против «Майами Хит» (82:142).

## Статистика

### Статистика в НБА
| Сезон                                                                                    | Команда  | Регулярный сезон | Регулярный сезон | Регулярный сезон | Регулярный сезон | Регулярный сезон | Регулярный сезон | Регулярный сезон | Регулярный сезон | Регулярный сезон | Регулярный сезон | Регулярный сезон | Серия плей-офф | Серия плей-офф | Серия плей-офф | Серия плей-офф | Серия плей-офф | Серия плей-офф | Серия плей-офф | Серия плей-офф | Серия плей-офф | Серия плей-офф | Серия плей-офф |
| Сезон                                                                                    | Команда  | GP               | GS               | MPG              | FG%              | 3P%              | FT%              | RPG              | APG              | SPG              | BPG              | PPG              | GP             | GS             | MPG            | FG%            | 3P%            | FT%            | RPG            | APG            | SPG            | BPG            | PPG            |
| ---------------------------------------------------------------------------------------- | -------- | ---------------- | ---------------- | ---------------- | ---------------- | ---------------- | ---------------- | ---------------- | ---------------- | ---------------- | ---------------- | ---------------- | -------------- | -------------- | -------------- | -------------- | -------------- | -------------- | -------------- | -------------- | -------------- | -------------- | -------------- |
| 2023/24                                                                                  | Портленд | 62               | 32               | 28,5             | 38,5             | 32,5             | 81,9             | 3,1              | 5,4              | 0,8              | 0,2              | 14,0             | Не участвовал  | Не участвовал  | Не участвовал  | Не участвовал  | Не участвовал  | Не участвовал  | Не участвовал  | Не участвовал  | Не участвовал  | Не участвовал  | Не участвовал  |
| 2024/25                                                                                  | Портленд | 66               | 10               | 26,7             | 41,9             | 35,4             | 76,7             | 3,0              | 5,1              | 1,0              | 0,2              | 12,7             | Не участвовал  | Не участвовал  | Не участвовал  | Не участвовал  | Не участвовал  | Не участвовал  | Не участвовал  | Не участвовал  | Не участвовал  | Не участвовал  | Не участвовал  |
|                                                                                          | Всего    | 128              | 42               | 27,5             | 40,1             | 34,0             | 79,3             | 3,1              | 5,2              | 0,9              | 0,2              | 13,3             | Не участвовал  | Не участвовал  | Не участвовал  | Не участвовал  | Не участвовал  | Не участвовал  | Не участвовал  | Не участвовал  | Не участвовал  | Не участвовал  | Не участвовал  |
| Наведите курсор мыши на аббревиатуры в заголовке таблицы, чтобы прочесть их расшифровку. |          |                  |                  |                  |                  |                  |                  |                  |                  |                  |                  |                  |                |                |                |                |                |                |                |                |                |                |                |

### Статистика в Джи-Лиге
| Сезон                                                                                    | Команда             | Регулярный сезон | Регулярный сезон | Регулярный сезон | Регулярный сезон | Регулярный сезон | Регулярный сезон | Регулярный сезон | Регулярный сезон | Регулярный сезон | Регулярный сезон | Регулярный сезон | Серия плей-офф | Серия плей-офф | Серия плей-офф | Серия плей-офф | Серия плей-офф | Серия плей-офф | Серия плей-офф | Серия плей-офф | Серия плей-офф | Серия плей-офф | Серия плей-офф |
| Сезон                                                                                    | Команда             | GP               | GS               | MPG              | FG%              | 3P%              | FT%              | RPG              | APG              | SPG              | BPG              | PPG              | GP             | GS             | MPG            | FG%            | 3P%            | FT%            | RPG            | APG            | SPG            | BPG            | PPG            |
| ---------------------------------------------------------------------------------------- | ------------------- | ---------------- | ---------------- | ---------------- | ---------------- | ---------------- | ---------------- | ---------------- | ---------------- | ---------------- | ---------------- | ---------------- | -------------- | -------------- | -------------- | -------------- | -------------- | -------------- | -------------- | -------------- | -------------- | -------------- | -------------- |
| 2021/22                                                                                  | Джи-Лига НБА Игнайт | 10               | 4                | 31,5             | 46,0             | 25,0             | 77,8             | 4,6              | 4,8              | 1,6              | 0,3              | 14,7             | Не участвовал  | Не участвовал  | Не участвовал  | Не участвовал  | Не участвовал  | Не участвовал  | Не участвовал  | Не участвовал  | Не участвовал  | Не участвовал  | Не участвовал  |
| 2022/23                                                                                  | Джи-Лига НБА Игнайт | 19               | 18               | 30,7             | 42,9             | 27,5             | 76,4             | 5,4              | 6,5              | 1,1              | 0,5              | 16,5             | Не участвовал  | Не участвовал  | Не участвовал  | Не участвовал  | Не участвовал  | Не участвовал  | Не участвовал  | Не участвовал  | Не участвовал  | Не участвовал  | Не участвовал  |
|                                                                                          | Всего               | 8                | 8                | 32,2             | 39,5             | 30,2             | 55,6             | 7,3              | 1,8              | 1,1              | 1,4              | 14,4             | Не участвовал  | Не участвовал  | Не участвовал  | Не участвовал  | Не участвовал  | Не участвовал  | Не участвовал  | Не участвовал  | Не участвовал  | Не участвовал  | Не участвовал  |
| Наведите курсор мыши на аббревиатуры в заголовке таблицы, чтобы прочесть их расшифровку. |                     |                  |                  |                  |                  |                  |                  |                  |                  |                  |                  |                  |                |                |                |                |                |                |                |                |                |                |                |

## Вне баскетбола
15 июня 2022 года Хендерсон подписал многолетнее соглашение с Puma. В 2022 году Хендерсон подал заявку на регистрацию товарных знаков на своё имя и свой девиз «Чрезмерно настроен доминировать». В том же году он запустил собственные программы Amateur Athletic Union для мальчиков и девочек. Хендерсон снялся в фильме «Метеоры» (2023), где сыграл Ромео Трэвиса.